# Greifswaldisches Wochen-Blatt
Das Greifswaldische Wochen-Blatt, vollständiger Titel Greifswaldisches Wochen-Blatt von allerhand gelehrten und nützlichen Sachen zur Aufnahme guter Wissenschaften und Beförderung des gemeinen Besten, war eine im Jahre 1743 in Greifswald erscheinende Zeitschrift. 

## Erscheinen
Das Greifswaldische Wochen-Blatt erschien im Jahre 1743 wöchentlich, in insgesamt 52 Heften zu je 8 Seiten. 
Herausgeber des Greifswaldischen Wochen-Blatts war der Theologe Jakob Heinrich von Balthasar (1690–1763), Professor an der Universität Greifswald. Er arbeitete hierbei eng mit seinem jüngeren Bruder Augustin von Balthasar (1701–1786) zusammen. Die Zeitschrift erschien damit im Umfeld der am 1. August 1742 zur Pflege der pommerschen Geschichtsforschung gegründeten Societas collectorum historiae et iuris patrii, in der Augustin von Balthasar die führende Rolle spielte. Verleger war Jacob Löffler in Greifswald und Stralsund. 
Die Einstellung der Zeitschrift Ende 1743, also nach genau einem Jahr, dürfte auf mangelnder Rentabilität beruhen. 
Der vollständige Zeitschriftenjahrgang wurde vom Verleger auch mit einem Titelblatt Vermischte Sammlung von allerhand gelehrten und nützlichen Sachen, so bisher unter dem Namen des Greifswaldischen Wochenblatts ausgefertigt wurden von Jacob Henrich Balthasar versehen und als Buch verkauft. 

## Inhalt
Die Hefte enthalten in erster Linie theologische und juristische Beiträge. Zu nennen sind auch Beiträge zur Geschichte Pommerns, insbesondere Greifswalds, sowie Lebensbeschreibungen von Professoren der Universität Greifswald. Ferner sind Auszüge aus dem Briefwechsel des damals bereits lange verstorbenen Greifswalder Theologen Johann Friedrich Mayer (1650–1712) abgedruckt. 
Die Beiträge im Greifswaldischen Wochen-Blatt sind sämtlich anonym. 
Nach Zunker (1956) gibt die Zeitschrift „sicherlich ein gutes Spiegelbild des damals in Greifswalder Universitätskreisen herrschenden geistigen Lebens“.